# 諸葛潁
诸葛颍（？—？），字汉。建康（今江苏南京）人。
祖父諸葛銓，南朝梁時，官零陵太守。父諸葛規，官義陽太守。初仕南朝梁，侯景之乱时，奔亡至北齊，待诏文林館。北齊時历官太学博士、太子舍人。北齐亡后，杜门不出十余年。隋朝時，晋王楊廣用为記室。煬帝時，升迁為著作郎，極得寵幸，“曲宴輒與皇后嬪御連席共榻”。曾随炀帝北巡，病逝於途中。

## 延伸阅读
[在维基数据编辑]
 《北史/卷083》，出自李延壽《北史》
 《隋書·卷76》，出自魏徵《隋书》